# Xenostryxis margiscutellum
Xenostryxis margiscutellum är en stekelart som beskrevs av Girault 1920. Xenostryxis margiscutellum ingår i släktet Xenostryxis och familjen sköldlussteklar. Inga underarter finns listade i Catalogue of Life.